# Didier Detollenaere
Didier Jean-Marie Achiel Detollenaere (Kortrijk, 4 januari 1955) was van 2018 tot 2020 waarnemend gouverneur van de Belgische provincie Oost-Vlaanderen.

## Levensloop
Detollenaere behaalde zijn licentiaat in de rechten. Hij was achtereenvolgens raadgever van Vlaams minister voor Binnenlandse Aangelegenheden, Ambtenarenzaken en Sport Johan Sauwens (VU-iD21 en CD&V), raadgever Vlaams minister voor Binnenlandse Aangelegenheden, Cultuur, Jeugd en Ambtenarenzaken Paul Van Grembergen (spirit) en adjunct-kabinetschef van Vlaams minister van Binnenlands Bestuur, Stedenbeleid, Wonen en Inburgering Marino Keulen (Open VLD).
Vervolgens werd hij arrondissementscommissaris van de provincie Oost-Vlaanderen. In deze functie volgde Detollenaere op 1 november 2018 Jan Briers op als waarnemend gouverneur van Oost-Vlaanderen. Om Briers' opvolger aan te duiden was een selectieprocedure gestart waarbij uit een honderdtal kandidaten een shortlist van 15 kandidaten werden geselecteerd. Na een partijpolitieke tegenstelling tussen enerzijds de N-VA, die algemeen directeur van Aalst Wim Leerman naar voren schoof, en de Open VLD, die Kamerlid Carina Van Cauter verkozen, werd Detollenaere tijdelijk als waarnemend gouverneur aangesteld. Hij bleef in deze functie tot de Vlaamse Regering een opvolger had aangeduid. Dat werd Carina Van Cauter (gouverneur vanaf 1 september 2020).
Tevens is hij lid van de Geschillencommissie Hoger Beroep voor het Profvoetbal van de Koninklijke Belgische Voetbalbond. In het verleden was hij ook bestuurder van het KBVB-Gewest Schelde en Leie en ondervoorzitter van het Beroepscomité Betaald Voetbal.
Detollenaere is ongehuwd, heeft twee kinderen en woont in Tiegem (Anzegem).